# Le Dépositaire infidèle
Le Dépositaire infidèle est la première fable du livre IX de Jean de La Fontaine situé dans le second recueil des Fables de La Fontaine, édité pour la première fois en 1678.

## Texte de la fable
Grâce aux Filles de Mémoire,

J’ai chanté des animaux :

Peut-être d’autres héros

M’auraient acquis moins de gloire.

Le Loup en langue des Dieux

Parle au Chien dans mes ouvrages.

Les Bêtes à qui mieux mieux

Y font divers personnages ;

Les uns fous, les autres sages ;

De telle sorte pourtant

Que les fous vont l’emportant ;

La mesure en est plus pleine.

Je mets aussi sur la scène

Des Trompeurs, des Scélérats,

Des Tyrans, et des Ingrats,

Mainte imprudente Pécore,

Force Sots, force Flatteurs ;

Je pourrais y joindre encore

Des légions de menteurs.

Tout homme ment, dit le Sage.

S’il n’y mettait seulement

Que les gens du bas étage,

On pourrait aucunement 

Souffrir ce défaut aux hommes ;

Mais que tous tant que nous sommes

Nous mentions, grand et petit,

Si quelque autre l’avait dit,

Je soutiendrais le contraire.

Et même qui mentirait

Comme Ésope, et comme Homère,

Un vrai menteur ne serait.

Le doux charme de maint songe

Par leur bel art inventé,

Sous les habits du mensonge

Nous offre la vérité.

L’un et l’autre a fait un livre

Que je tiens digne de vivre

Sans fin, et plus s’il se peut :

Comme eux ne ment pas qui veut.

Mais mentir comme sut faire

Un certain dépositaire

Payé par son propre mot,

Est d’un méchant, et d’un sot.

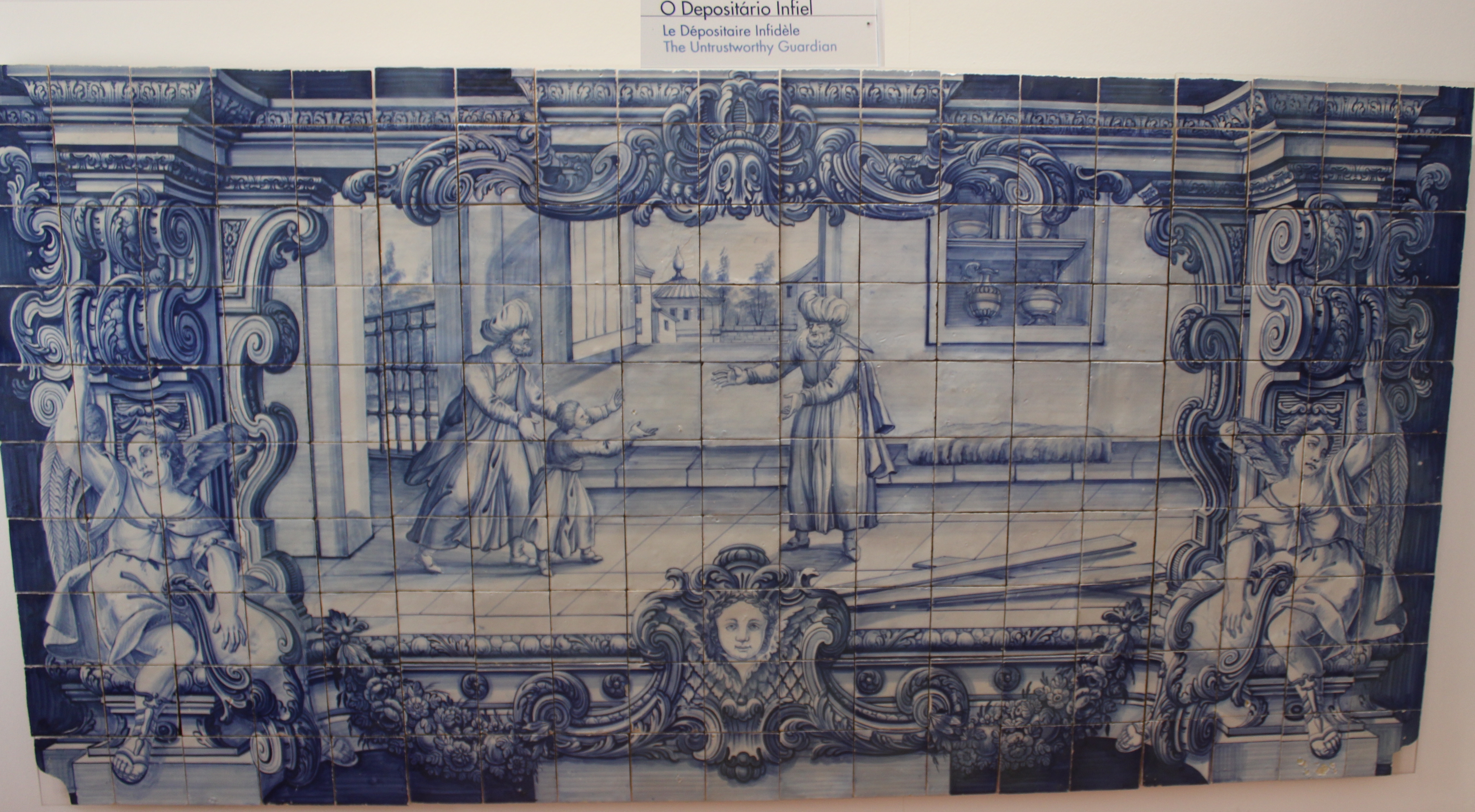
Le dépositaire infidèle - Azulejos - Monastère de Saint-Vincent de Fora.(Lisbonne)

Voici le fait. Un Trafiquant de Perse,

Chez son voisin, s’en allant en commerce,

Mit en dépôt un cent de fer un jour.

Mon fer, dit-il, quand il fut de retour.

Votre fer ? Il n’est plus : J’ai regret de vous dire,

Qu’un Rat l’a mangé tout entier.

J’en ai grondé mes gens : mais qu’y faire ? un grenier

A toujours quelque trou. Le Trafiquant admire

Un tel prodige, et feint de le croire pourtant.

Au bout de quelques jours il détourne l’enfant

Du perfide voisin ; puis à souper convie

Le père qui s’excuse, et lui dit en pleurant ;

Dispensez-moi, je vous supplie :

Tous plaisirs pour moi sont perdus.

J’aimais un fils plus que ma vie ;

Je n’ay que luiy ; que dis-je ? hélas ! je ne l’ai plus.

On me l’a dérobé. Plaignez mon infortune.

Le Marchand repartit : Hier au soir sur la brune

Un Chat-huant s’en vint votre fils enlever.

Vers un vieux bâtiment je le lui vis porter.

Le père dit : Comment voulez-vous que je croie

Qu’un Hibou pût jamais emporter cette proie ?

Mon fils en un besoin eût pris le Chat-huant.

Je ne vous dirai point, reprit l’autre, comment,

Mais enfin je l’ai vu, vu de mes yeux, vous dis-je,

Et ne vois rien qui vous oblige

D’en douter un moment après ce que je dis.

Faut-il que vous trouviez étrange

Que les Chats-huants d’un pays

Où le quintal de fer par un seul Rat se mange,

Enlèvent un garçon pesant un demi-cent ?

L’autre vit où tendait cette feinte aventure.

Il rendit le fer au Marchand,

Qui lui rendit sa géniture.

Même dispute avint entre deux voyageurs.

L’un d’eux était de ces conteurs

Qui n’ont jamais rien vu qu’avec un microscope.

Tout est géant chez eux. Écoutez-les, l’Europe

Comme l’Afrique aura des monstres à foison.

Celui-ci se croyait l’hyperbole permise.

J’ai vu, dit-il, un chou plus grand qu’une maison.

Et moi, dit l’autre, un pot aussi grand qu’une église.

Le premier se moquant, l’autre reprit : Tout doux ;

On le fit pour cuire vos choux.

L’homme au pot fut plaisant ; l’homme au fer fut habile.

Quand l’absurde est outré, l’on lui fait trop d’honneur

De vouloir par raison combattre son erreur ;

Enchérir est plus court, sans s’échauffer la bile.
— Jean de La Fontaine, Fables de La Fontaine, Le Dépositaire infidèle, texte établi par Jean-Pierre Collinet, Fables, contes et nouvelles, Gallimard, « Bibliothèque de la Pléiade », 1991, p. 345